# Claudia Torres-Bartyzel
Claudia Jolanta Torres-Bartyzel z domu Torres Saenz (ur. 4 lutego 1964 w Łodzi) – polska urzędniczka państwowa, w latach 2014–2015 szef służby cywilnej.

## Życiorys
Ukończyła w 1990 socjologię na Uniwersytecie Łódzkim, została absolwentką pierwszej promocji Krajowej Szkoły Administracji Publicznej (z drugą lokatą). Odbywała również studia doktoranckie w zakresie zarządzania na Uniwersytecie Warszawskim (w latach 1996−1999) bez obrony doktoratu. W latach 2004−2005 była stypendystką Programu Fulbrighta na University of Minnesota w USA.
Pracę zawodową rozpoczęła w 1993 roku w Urzędzie Rady Ministrów na stanowisku doradcy ministra w Biurze Kadr, Szkolenia i Organizacji Urzędu Rady Ministrów. W latach 1995−1997 była kierownikiem projektów szkoleniowych w Fundacji na rzecz Rozwoju Administracji Publicznej. W latach 1998–2006 pełniła funkcję dyrektora różnych departamentów w Urzędzie Służby Cywilnej (początkowo Departamentu Szkolenia Służby Cywilnej, od 1999 Departamentu Szkolenia i Rozwoju Służby Cywilnej), do 2004 była dodatkowo osobą zastępującą dyrektora generalnego tego urzędu. W latach 2006–2008 pełniła funkcję prezesa zarządu CIECH SERVICE Sp. z o.o. Od 2008 była dyrektorem kolejno dwóch departamentów w Ministerstwie Edukacji Narodowej (do 2010 Departamentu Współpracy Międzynarodowej, a następnie Departamentu Funduszy Strukturalnych). W latach 2013–2014 kierowała także pionem rozwoju Krajowej Szkoły Administracji Publicznej. 28 października 2014 została powołana na stanowisko szefa służby cywilnej. 16 grudnia 2015 złożyła rezygnację z tej funkcji, która 22 grudnia 2015 została przyjęta przez prezesa Rady Ministrów. W późniejszym okresie została dyrektorką Departamentu Współpracy Międzynarodowej Ministerstwa Edukacji Narodowej.
Współautorka (z Jackiem Krawczykiem) powieści kryminalnej Chomik na widelcu (Wydawnictwo Zysk i S-ka, Poznań 2009).

## Odznaczenia
- Odznaka Honorowa za Zasługi dla Służby Cywilnej – 2025[6]